# Eric Hennekam
Eric Hennekam (Roosendaal, 17 juni 1955) is een Nederlandse onderzoeker, auteur, genealoog en docent internet research.

## Leven en werk
Hennekam werd opgeleid aan de Archiefschool, het gemeentearchief Utrecht en het Nationaal Archief. In 1982 trad hij als medisch genealoog in dienst bij het klinisch genetisch centrum Utrecht (de latere afdeling Genetica van het UMC Utrecht). Hij verricht inmiddels voor alle genetische instituten genealogisch onderzoek en heeft diverse medisch-wetenschappelijke publicaties op zijn naam. Sinds 2002 werkt hij onder de naam Eric Hennekam Agora als gastdocent 'Internet Research en Archiefonderzoek' bij verschillende Nederlandse en Vlaamse universitaire en HBO-opleidingen journalistiek. Daarnaast geeft hij in het hele land workshops en lezingen over Internet research.
Hennekam heeft meegewerkt aan non-fictie boeken en onderzoeksjournalistieke publicaties (onder andere Eenvandaag, Altijd Wat, Nieuwsuur), documentaires en wetenschappelijke onderzoeken in binnen- en buitenland. Hij was oprichter van de Landelijke Kranten Databank (Persmuseum), het Archiefforum, Landelijke Sportarchieven Database en genealogie Vincent van Gogh. Verder was hij de bedenker van de databank voor de registratie van genetische diagnoses (SAKGER), die door alle Nederlandse genetische instituten wordt gebruikt. 
Hennekam was redacteur bij het Archievenblad (1984 - 1998) en journalist bij het Historisch Nieuwsblad (2012-2015). Tussen eind 2013 en 2018 werkte hij als vaste medewerker voor het genealogisch tijdschrift Gen.magazine.